# Cass megye (Minnesota)
Cass megye az Amerikai Egyesült Államokban, azon belül Minnesota államban található. Megyeszékhelye Walker. Lakosainak száma 30 066 fő (2020. április 1.). Cass megye Hubbard, Aitkin, Crow Wing, Morrison, Itasca, Todd, Wadena és Beltrami megyékkel határos.

## Népesség
A megye népességének változása:
| Lakosok száma | 28 641 | 28 369 | 28 377 | 28 555 | 28 706 | 30 066 |
|               | 2010   | 2011   | 2012   | 2013   | 2015   | 2020   |